# 莱尔维克
莱尔维克（挪威语： 聆听ⓘ）是挪威的一座城市，位于霍达兰郡。